# Mugad, Dharwad
Mugad là một làng thuộc tehsil Dharwad, huyện Dharwad, bang Karnataka, Ấn Độ.